# Непало, Евгений Михайлович
Евгений Михайлович Непало (род. 16 мая 1936, Москва, РСФСР, СССР) — советский и российский гобоист и дирижёр, народный артист Российской Федерации (1997).
Окончил Государственный музыкально-педагогический институт имени Гнесиных, класс профессора Пушечникова.
С 1955 г. играл в оркестре Всесоюзного радио. С 1956 года работал в Государственном академическом камерном оркестре России (до 1991 года Государственный камерный оркестр СССР, до 1983 г. Московский камерный оркестр).
В 1995 году, продолжая работать в Государственном академическом камерном оркестре, организовал и возглавил камерный оркестр «Экселенте».
С 1964 года преподавал в Гнесинском институте, где вёл классы гобоя и камерного ансамбля.
Заслуженный артист РСФСР (1976). Народный артист Российской Федерации (1997).

## Награды и премии
- Орден Почёта (10 августа 2006 года) — за заслуги в области культуры и искусства, многолетнюю плодотворную деятельность[1].
- Орден Дружбы (27 ноября 2002 года) — за многолетнюю плодотворную деятельность в области культуры и искусства[2].
- Народный артист Российской Федерации (19 ноября 1997 года) — за большие заслуги в области искусства[3].
- Заслуженный артист РСФСР[4].
- Почётная грамота Президента Российской Федерации (4 мая 2011 года) — за большие заслуги в области культуры и многолетнюю плодотворную деятельность[5].